# Ким Сон Гак
Ким Сон Гак (родился 2 февраля 1993) — южнокорейский борец греко-римского стиля, бронзовый призёр чемпионата мира по борьбе 2017 года в весовой категории до 59 кг.